# Cinéma Balkan
Le cinéma Balkan (en serbe cyrillique : Биоскоп Балкан ; en serbe latin : Bioskop Balkan) est situé à Belgrade, la capitale de la Serbie, dans la municipalité urbaine de Stari grad. Construit entre 1867 et 1870, il est inscrit sur la liste des biens culturels de la Ville de Belgrade.

## Présentation
Le bâtiment du cinéma Balkan, situé 16 rue Braće Jugovića, a été construit entre 1867 et 1870 dans un style académique comme les prémices de l'hôtel Bulevar. Par la suite, le bâtiment originel a été étendu et fut doté d'une grande salle au rez-de-chaussée. En 1899, le premier film fut montré à l'hôtel Bulevar et, entre 1909 et 1911 l'opéra de Belgrade s'installa dans les lieux, tandis que l'hôtel prit le nom d'hôtel Opéra ; le premier directeur de cet opéra fut Žarko Savić. Une salle de cinéma permanente fut installée dans l'hôtel Opéra en 1912 et fut appelée Grand Cinéma de la famille Gaumont ; la même salle servait aussi aux représentations du théâtre de Brana Cvetković. L'hôtel Balkan a reçu son nom actuel en 1928.